# Saison 1 de FBI : Duo très spécial
Chronologie
Saison 2
Cet article présente les quinze épisodes de la première saison de la série télévisée américaine FBI : Duo très spécial / FBI : Flic et Escroc (White Collar).

## Synopsis
Neal Caffrey est un prisonnier arrêté après trois années de recherche. Alors qu'il ne lui reste que quatre mois à faire, afin que sa sentence de quatre ans soit complète, il s'échappe d'une prison fédérale dont le niveau de sécurité est maximal pour retrouver sa fiancée. Peter Burke, l'agent du FBI qui a capturé Caffrey, le retrouve. Cette fois, Caffrey donne à Burke des informations sur des preuves d'une autre affaire ; toutefois, cette information a un prix : Burke doit rencontrer Caffrey. Durant cette rencontre, Caffrey lui propose un marché : il aide Burke à capturer d'autres criminels comme travail d'intérêt général et sera relâché à la fin de celui-ci. Burke approuve, après quelques hésitations. Un jour après avoir été relâché, Caffrey vit déjà dans une des maisons les plus chères de Manhattan, après avoir convaincu une veuve âgée de le laisser habiter dans sa chambre d'amis. Après avoir réussi sa première mission, Caffrey a prouvé à Burke qu'il va effectivement l'aider et qu'il n'essayera plus de s'enfuir. Toutefois, au même moment, Caffrey recherche toujours sa fiancée, qu'il pense être en danger.

## Distribution

### Acteurs principaux
- Matthew Bomer (VF : Jérémy Bardeau) : Neal Caffrey, spécialiste de l'arnaque et faussaire très intelligent
- Tim DeKay (VF : Pierre Tessier) : agent spécial Peter Burke
- Tiffani-Amber Thiessen (VF : Virginie Méry) : Elizabeth Burke, femme de Peter
- Willie Garson (VF : Georges Caudron) : Mozzie, ami et indic de Neal
- Sharif Atkins (VF : Raphaël Cohen) : agent spécial Clinton Jones

### Acteurs récurrents
- Marsha Thomason (VF : Laura Zichy) : agent spécial Diana Barrigan (épisodes 1, 2 et 15)
- Natalie Morales (VF : Valérie Nosrée) : agent spécial Lauren Cruz[1] (dès l'épisode 3)
- James Rebhorn (VF : Stéfan Godin) : agent spécial Reese Hughes, directeur du FBI (8 épisodes)
- Alexandra Daddario (VF : Sasha Supera) : Kate Moreau, ex-petite amie de Neal (6 épisodes)
- Diahann Caroll (VF : Jocelyne Darche) : June (6 épisodes)
- Noah Emmerich (VF : Guillaume Orsat) : agent spécial Garett Fowler (3 épisodes)
- Gloria Votsis (VF : Audrey Sablé) : Alex Hunter, receleuse, meilleure amie de Kate et consœur de Neal (3 épisodes)
- Ross McCall (VF : Boris Rehlinger) : Matthew Keller (épisode 12)

### Invités
- Mark Sheppard (VF : Fabien Jacquelin) : Curtis Hagen (épisodes 1 et 2)
- Michael Gaston (VF : Patrick Borg) : Thompson (épisodes 1 et 2)
- Denise Vasi (VF : Cécile Marmorat) : Cindy, la petite-fille de June (épisodes 1 et 2)
- Callie Thorne (VF : Brigitte Aubry) : Maria Fiamette (épisode 4)
- Justin Grace (VF : Nicolas Beaucaire) : Brad (épisode 8)
- Jonathan Tucker : Avery Phillips (épisode 8)
- Patch Darragh (VF : Fabien Jacquelin) : David Sullivan (épisode 10)
- Kyle Secor (VF : Bertrand Liebert) : Dr Wayne Powell (épisode 10)
- Jennifer Ferrin (en) (VF : Florence Dumortier) : Melissa Cartwright (épisode 11)
- Sarah Carter (VF : Laura Blanc) : Pierce Spelman (épisode 12)

## Liste des épisodes
Note : Cette première saison est composée de quinze épisodes en version française, l'épisode pilote ayant été découpé en deux parties lors de sa diffusion francophone.

### Épisodes 1 et 2:Attrape-moi si tu peux, première et deuxième partie
- États-Unis : 23 octobre 2009 sur USA Network
- Québec : 2 et 9 septembre 2010 sur Séries+
- France : 
  - 21 septembre 2010 sur Série Club
  - 9 juillet 2011 sur M6[2],[3]
- Suisse : 24 octobre 2010 sur TSR1
- Belgique : 
  - 12 novembre 2010 sur Be Séries
  - 17 août 2011 sur RTL-TVI

- États-Unis : 5,4 millions de téléspectateurs[4] (première diffusion)
- France : 3,07 millions de téléspectateurs[5] (première partie, diffusion sur M6)
- France : 2,92 millions de téléspectateurs[5] (deuxième partie, diffusion sur M6)

- Mark Sheppard (Curtis Hagen)
- Michael Gaston (Thompson)

### Épisode 3:Haute-Couture
- États-Unis : 30 octobre 2009 sur USA Network
- Québec : 16 septembre 2010 sur Séries+
- France : 
  - 21 septembre 2010 sur Série Club
  - 9 juillet 2011 sur M6[3]
- Suisse : 31 octobre 2010 sur TSR1
- Belgique : 
  - 19 novembre 2010 sur Be Séries
  - 17 août 2011 sur RTL-TVI

- États-Unis : 5,08 millions de téléspectateurs[6] (première diffusion)
- France : 2,39 millions de téléspectateurs[5] (première diffusion sur M6)

- James Rebhorn (Reese Hughes)
- Donnie Keshawarz (Dimitri)
- Carlo Rota (Ghovat)
- Alexandra Daddario (Kate)
- Carmel Amit (Tara)

### Épisode 4:Le Livre d'heures
- États-Unis : 6 novembre 2009 sur USA Network
- Québec : 23 septembre 2010 sur Séries+
- France : 
  - 28 septembre 2010 sur Série Club
  - 9 juillet 2011 sur M6
- Suisse : 31 octobre 2010 sur TSR1
- Belgique : 
  - 19 novembre 2010 sur Be Séries
  - 24 août 2011 sur RTL-TVI

- États-Unis : 3,85 millions de téléspectateurs
- France : 1,75 million de téléspectateurs

- Callie Thorne (Maria Fiametta)
- John Ventimiglia (Burrelli)
- Kirk Acevedo (Ruiz)
- Aaron Lazar (en) (Père D'Allesio)
- Duane McLaughlin (Steve)
- Frank Fortunato (Paul Ignazio)

### Épisode 5:De l'or sur les mains
- États-Unis : 13 novembre 2009 sur USA Network
- France : 
  - 28 septembre 2010 sur Série Club
  - 16 juillet 2011 sur M6[3]
- Québec : 30 septembre 2010 sur Séries+
- Suisse : 7 novembre 2010 sur TSR1
- Belgique : 
  - 26 novembre 2010 sur Be Séries
  - 24 août 2011 sur RTL-TVI

- États-Unis : 4,28 millions de téléspectateurs[7] (première diffusion)
- France : 2,73 millions de téléspectateurs[8] (première diffusion sur M6)

- Sharif Atkins (Clinton Jones)
- Susan Misner (Dana Mitchell)
- Garret Dillahunt (Patrick Aimes)
- Sarah Wynter (Alisha Teagan)
- Chris Stack (John Mitchell)

### Épisode 6:La Jeune Fille au médaillon
- États-Unis : 20 novembre 2009 sur USA Network
- France : 
  - 5 octobre 2010 sur Série Club
  - 16 juillet 2011 sur M6[3]
- Québec : 7 octobre 2010 sur Séries+
- Suisse : 7 novembre 2010 sur TSR1
- Belgique : 
  - 26 novembre 2010 sur Be Séries
  - 24 août 2011 sur RTL-TVI

- États-Unis : 4,56 millions de téléspectateurs[9] (première diffusion)
- France : 2,7 millions de téléspectateurs[8] (première diffusion sur M6)

- Deanna Russo (Taryn Vandersant)
- Alexandra Daddario (Kate)
- Tim Hopper (Oncle Gary)
- Sharif Atkins (Clinton Jones)
- Peter McRobbie (Walter)
- Michael Crane (Gerard Dorsett)
- Kim Shaw (Julianna Laszlo)

### Épisode 7:Dominos
- États-Unis : 27 novembre 2009 sur USA Network
- France : 
  - 5 octobre 2010 sur Série Club
  - 16 juillet 2011 sur M6[3]
- Québec : 14 octobre 2010 sur Séries+
- Suisse : 14 novembre 2010 sur TSR1
- Belgique : 
  - 3 décembre 2010 sur Be Séries
  - 31 août 2011 sur RTL-TVI

- États-Unis : 4,4 millions de téléspectateurs[10] (première diffusion)
- France : 2,4 millions de téléspectateurs[8] (première diffusion sur M6)

- Sharif Atkins (Clinton Jones)
- James Rebhorn (Reese Hughes)
- Stephen Sable (Twan)
- Jane Kim (Meilin Wan)
- Diahann Carroll (June)
- Hoon Lee (Lao Shen)

### Épisode 8:Le Diamant rose
- États-Unis : 4 décembre 2009 sur USA Network
- France : 
  - 12 octobre 2010 sur Série Club
  - 16 juillet 2011 sur M6[3]
- Québec : 21 octobre 2010 sur Séries+
- Suisse : 14 novembre 2010 sur TSR1
- Belgique : 
  - 3 décembre 2010 sur Be Séries
  - 31 août 2011 sur RTL-TVI

- États-Unis : 5,55 millions de téléspectateurs[11] (première diffusion)
- France : 1,7 million de téléspectateurs[8] (première diffusion sur M6)

- Alexandra Daddario (Kate)
- Sharif Atkins (Clinton Jones)
- James Rebhorn (Reese Hughes)
- Murray Bartlett (Adrian Tulane)
- Noah Emmerich (Garrett Fowler)
- Kelly McCreary (Yvonne)
- Alysia Reiner (Manager)
- Stink Fisher (Gardien)

### Épisode 9:Le Faiseur de pluie
- États-Unis : 19 janvier 2010 sur USA Network[12]
- France : 
  - 12 octobre 2010 sur Série Club
  - 23 juillet 2011 sur M6[3]
- Québec : 28 octobre 2010 sur Séries+
- Suisse : 21 novembre 2010 sur TSR1
- Belgique : 
  - 10 décembre 2010 sur Be Séries
  - 31 août 2011 sur RTL-TVI

- États-Unis : 4,72 millions de téléspectateurs[13] (première diffusion)
- France : 2,63 millions de téléspectateurs[14] (première diffusion sur M6)

- Jonathan Tucker (Avery Phillips)
- Alexandra Daddario (Kate)
- Sharif Atkins (Clinton Jones)
- Stephen Gevedon (Daniel Reed)
- Justin Grace (Brad)
- Kelly AuCoin (Arthur Landry)
- Sabina Gadecki (Madison Coo£kler)

### Épisode 10:La Boîte à musique
- États-Unis : 26 janvier 2010 sur USA Network
- France : 
  - 19 octobre 2010 sur Série Club
  - 23 juillet 2011 sur M6[3]
- Québec : 4 novembre 2010 sur Séries+
- Suisse : 21 novembre 2010 sur TSR1
- Belgique : 
  - 10 décembre 2010 sur Be Séries
  - 7 septembre 2011 sur RTL-TVI

- États-Unis : 4,32 millions de téléspectateurs[15] (première diffusion)
- France : 2,69 millions de téléspectateurs[14] (première diffusion sur M6)

- Sharif Atkins (Clinton Jones)
- James Rebhorn (Reese Hughes)
- Kate Hodge (Juge Michelle Clark)
- Erik Palladino (Herrera)
- Noah Emmerich (Garrett Fowler)
- Patch Darragh (David Sullivan)
- Kate Gilligan (Clerk)

### Épisode 11:Charité bien ordonnée
- États-Unis : 2 février 2010 sur USA Network
- France : 
  - 19 octobre 2010 sur Série Club
  - 23 juillet 2011 sur M6[3]
- Québec : 11 novembre 2010 sur Séries+
- Suisse : 28 novembre 2010 sur TSR1
- Belgique : 
  - 17 décembre 2010 sur Be Séries
  - 7 septembre 2011 sur RTL-TVI

- États-Unis : 2,89 millions de téléspectateurs[16] (première diffusion)
- France : 2,45 millions de téléspectateurs[14] (première diffusion sur M6)

- Kyle Secor (Dr. Wayne Powell)
- Sharif Atkins (Clinton Jones)
- Jennifer Ferrin (Melissa Cartwright)
- Diahann Carroll (June)

### Épisode 12:Les Éléphants de l'empereur
- États-Unis : 9 février 2010 sur USA Network
- France : 
  - 26 octobre 2010 sur Série Club
  - 23 juillet 2011 sur M6[3]
- Québec : 18 novembre 2010 sur Séries+
- Suisse : 28 novembre 2010 sur TSR1
- Belgique : 
  - 17 décembre 2010 sur Be Séries
  - 7 septembre 2011 sur RTL-TVI

- États-Unis : 3,83 millions de téléspectateurs[17] (première diffusion)
- France : 1,98 million de téléspectateurs[14] (première diffusion sur M6)

- Gloria Votsis (Alex Hunter)
- Sarah Carter (Pierce Spelman)
- Ivan Martin (Dan Picah)
- Diahann Carroll (June)
- Doug Yasuda (Daichi Yoshida)
- Mike Massimino (Meat Packing Guy)
- Mat Hostetler (Male Pedestrian)
- Garrett Hendricks (SWAT Leader)

### Épisode 13:La Bouteille de Franklin
- États-Unis : 23 février 2010 sur USA Network
- France : 
  - 26 octobre 2010 sur Série Club
  - 30 juillet 2011 sur M6[3]
- Québec : 25 novembre 2010 sur Séries+
- Suisse : 5 décembre 2010 sur TSR1
- Belgique : 
  - 24 décembre 2010 sur Be Séries
  - 14 septembre 2011 sur RTL-TVI

- États-Unis : 3,57 millions de téléspectateurs[18] (première diffusion)
- France : 2,3 millions de téléspectateurs[19] (première diffusion sur M6)

- Kate Levering (Grace Quinn)
- Ross McCall (Matthew Keller)
- Byron Jennings (Sir Roland Cattigan)
- Raquel Almazan (Rita Campos)

Lors de la dégustation haut de gamme de vin, il est question de « Château Petrus ». Ce vin n’existe pas, c’est une marque de bière.

### Épisode 14:La Rançon
- États-Unis : 2 mars 2010 sur USA Network
- France : 
  - 2 novembre 2010 sur Série Club
  - 30 juillet 2011 sur M6[3]
- Québec : 2 décembre 2010 sur Séries+
- Suisse : 5 décembre 2010 sur TSR1
- Belgique : 
  - 24 décembre 2010 sur Be Séries
  - 14 septembre 2011 sur RTL-TVI

- États-Unis : 3,48 millions de téléspectateurs[20] (première diffusion)
- France : 2,3 millions de téléspectateurs[19] (première diffusion sur M6)

- Gloria Votsis (Alex Hunter)
- Diane Neal (Kimberly Rice)
- Charles Malik Whitfield (Ryan Wilkes)
- Diahann Carroll (June)
- Mark Elliot Wilson (Gless)
- Alexandra Socha (Lindsay Gless)

### Épisode 15:Opération mentor
- États-Unis : 9 mars 2010 sur USA Network
- France : 
  - 2 novembre 2010 sur Série Club
  - 30 juillet 2011 sur M6
- Québec : 9 décembre 2010 sur Séries+
- Suisse : 12 décembre 2010 sur TSR1[21]
- Belgique : 
  - 24 décembre 2010 sur Be Séries
  - 14 septembre 2011 sur RTL-TVI

- États-Unis : 4,04 millions de téléspectateurs[22] (première diffusion)
- France : 2,2 millions de téléspectateurs[19] (première diffusion sur M6)

- Edoardo Ballerini (Signore Tomassi)
- Noah Emmerich (Garrett Fowler)
- Diahann Carroll (June)
- Piper Kenny (OPR Agent / Maurice)
- Kelly McCreary (Yvonne)